# Fibroblasto
El fibroblasto es un tipo de célula residente del tejido conectivo propiamente dicho, ya que nace y muere ahí. Sintetiza fibras y mantiene la matriz extracelular del tejido de muchos animales. Estas células proporcionan una estructura en forma de entramado (estroma) a muy diversos tejidos y juegan un papel crucial en la curación de heridas, siendo las células más comunes del tejido conectivo. Se derivan de células primitivas mesenquimales y pluripotenciales. Las células estromales que potencialmente se pueden transformar en fibroblastos, osteoblastos, adipocitos y células musculares, se identifican en cultivos de médula ósea como células adherentes.

## Características
Los fibroblastos son según su morfología heterogéneos, con diversas apariencias dependiendo de su localización y actividad.
Hay dos tipos celulares: los fibroblastos y los fibrocitos. Se distinguen gracias a que los fibroblastos son células activas y con gran producción y secreción, en cambio, los fibrocitos son células con una secreción relativamente baja, aunque no son inactivas, ya que mantienen, en parte, la composición de la matriz extracelular.
En los casos de cicatrización algunos fibroblastos incluyen miofibrillas y se denominan entonces miofibroblastos, dado que adquieren cierta similitud con las células musculares. Algunas evidencias sugieren que los miofibroblastos están en condiciones de contraerse y así desempeñar un papel.

## Función
Las últimas décadas de investigación han revelado múltiples funciones nuevas para los fibroblastos, y han redefinido a las «células productoras de colágeno» con "función de apoyo al tejido", como importantes reguladoras del desarrollo del epitelio.

Existen interacciones recíprocas permanentes entre epitelio y fibroblastos. Estas interacciones implican señalización paracrina, remodelación de la matriz extracelular (ECM) y mecanodetección y están mediadas por múltiples vías de señalización. Los fibroblastos desempeñan funciones clave en todas las modalidades de señalización. 
El fibroblasto sintetiza colágeno y glucosaminoglucanos de la matriz extracelular (MEC). Los FB migran y proliferan durante la cicatrización de heridas.
 
Cuando el fibroblasto disminuye su actividad se lo denomina fibrocito, el cual pierde la capacidad de dividirse. Pero puede volver a convertirse en fibroblasto cuando ello lo requiera. La restitución del tejido conectivo se efectúa mediante el crecimiento de fibroblastos jóvenes.

Los fibrocitos son fusiformes con pocas prolongaciones, núcleo celular pequeño, alargado y más denso que el de los fibroblastos. En su retículo endoplasmático rugoso sintetiza también las moléculas precursoras de las fibras conectivas.
El fibroblasto es el encargado de la síntesis de todas las fibras del tejido conjuntivo, incluyendo reticulares, colágenas y elásticas.

## Células mesenquimales
Las células mesenquimales son células pluripotenciales indiferenciadas (tienen capacidad de autorrenovarse y además diferenciarse en otras células del tejido  conectivo) que se encuentran en diferentes tejidos del cuerpo, en especial en la médula ósea. En medio de cultivo se adhieren al sustrato y proliferan por varias generaciones. Se ha postulado a estas células como fuente potencial de diversas estirpes celulares (neuronales, hepáticas, musculares, cardíacas y óseas), que podrían utilizarse para reparar ciertos tipos de daños funcionales.